# LEVS architecten
LEVS architecten of kortweg LEVS is een Nederlands architectenbureau gevestigd in Amsterdam. Het bureau werd in 1989 opgericht als Loof & van Stigt Architecten; in 2009 werd dit veranderd in de huidige naam. De architecten Adriaan Mout, Jurriaan van Stigt (zoon van Joop van Stigt) en Marianne Loof zijn nauw betrokken bij de projecten van het bureau.
In 1992 ontwierp het bureau een wooncomplex voor de Amsterdamse wijk Nieuw Sloten. De gemeente Amsterdam had aan twaalf bureaus die in eigendom waren van vrouwelijke architecten, een ontwerp gevraagd voor de bebouwing van twee eilandjes in deze wijk. Het ontwerp van Loof & van Stigt Architecten was een van de acht geselecteerde ontwerpen dat in 1993 gerealiseerd werd.
Verder heeft LEVS een ontwerp gemaakt voor de restauratie van het Bensdorpcomplex in Bussum. Tevens hebben ze verscheidene ontwerpen geleverd voor projecten in de nieuwbouwbuurt Cruquius in Amsterdam; in deze buurt is ook hun hoofdkantoor gevestigd. In Haarlem hebben ze een ontwerp gemaakt voor de herstructurering van een stuk grond aan de rivier het Spaarne en leveren ze een ontwerp voor de Zuidstrook van het vernieuwde Winkelcentrum Schalkwijk.
Op internationaal gebied is het bureau actief geweest in Mali en Zuid-Afrika waar twee scholen van hun hand zijn gerealiseerd. Voor de Russische stad Jekaterinenburg was LEVS verantwoordelijk voor de architectuur en het stedenbouwkundig plan van de nieuwe stadswijk Forum City, waarvan de bouw in 2017 startte.

## Portfolio
Nederland
- Bensdorpcomplex - Bussum (2014 - 2018)
- Havendreef - Heemstede (2014-2020)[7]
- De Binnenbocht - Amsterdam
- Schalkstad Zuidstrook - Haarlem (2016- )
- Forum City - Yekaterinburg (2017-)
- Hogeveldkwartier Veld 2 - Amersfoort (-2020)[8]
- Scheepmakerskwartier - Haarlem (2019)[7]
- Stationsplein - Etten-Leur (2020)
- kavel Z4, Centrumgebied Amsterdam-Noord - Amsterdam[9]

Zuid-Afrika
- 2013: Lagere school van Gangouroubouro, Zuid-Afrika[10]

Mali
- 2013: Lagere school van Tanouan Ibi, Bandiagara, Mali[11][12]

Rusland
- Architectuur en het stedenbouwkundig plan van Forum City, een stadsdeel van Yekaterinburg.